# Héroïne (film)
Pour les articles homonymes, voir Héroïne (homonymie) et Captive.
Pour plus de détails, voir Fiche technique et Distribution.
Héroïne (Captive) est un film franco-britannique de Paul Mayersberg sorti en 1986, inspiré de l'histoire de Patricia Hearst. Les acteurs principaux sont Oliver Reed et Irina Brook et la BO est signée du guitariste de U2, The Edge et de Michael Brook, avec l'apport du batteur de ce même groupe, Larry Mullen Jr. La chanson thème Heroïne, est chantée par la toute jeune Sinéad O'Connor.

## Synopsis
Gregory Le Vay est un riche homme d'affaires qui vit seul avec sa fille, dans une grande maison entourée d'un jardin immense et isolée de tout. Sa fille Rowena se fait enlever par trois jeunes hommes qui, au fil du temps, la façonneront à leur niveau plus modeste. À travers diverses manipulations psychologiques, la jeune fille se rangera du côté de ses ravisseurs. 

## Musique
La bande sonore, réalisée par le guitariste The Edge, est le seul album solo d'un des membres du groupe dont il fait partie, U2. Le musicien a rencontré Micheal Brook, créateur de l'infinite guitar, qu'il utilisera amplement sur cet album et qui deviendra un de ses instruments fétiches par la suite. Ce dernier a participé tant à l'écriture qu'à la performance des musiques et a aussi coproduit l'album avec The Edge. 
Le guitariste a aussi approché la toute jeune Sinéad O'Connor, âgée de 20 ans à l'époque, pour qu'elle chante le thème principal de l'album, soit la chanson Heroine. Elle qui à l'époque débutait à peine sur la scène locale à Dublin, en Irlande. Peu après, elle sortit son premier album The Lion & The Cobra en 1987. L'album, à l'exception de la chanson thème et The strange party, qui contient des extraits parlés du film, est instrumental et est un mix de musiques d'ambiance. Le guitariste aidé de Michael Brook, joua tous les instruments, à l'exception du cor français sur la pièce Rowena's Theme par Leslie Bishop et de la batterie par Larry Mullen Jr pour la pièce Heroïne. Cette chanson fut remixée par Steve Lillywhite.

## Fiche technique
- Titre original : Captive
- Réalisation : Paul Mayersberg
- Scénario : Paul Mayersberg
- Directeur de la photographie : Mike Southon
- Producteur : Don Boyd (en)
- Coproducteur : Christian Ardan
- Producteurs exécutifs : Al Clark, Stanley Sopel
- Direction artistique : George Djurkovic, Barry Gibbs
- Direction sonore : Sandy McRae
- Prise de caméra : Malcolm Sheehan
- Premier assistant caméra : Philip Sindall
- Société de production : UGC, Les Productions Belles Rives
- Musique : Michael Brook, The Edge
- Chanson du générique : Heroïne chantée par Sinéad O'Connor
- Distributeurs : France : UGC
- Montage : Marie-Thérèse Boiché
- Sortie : 3 décembre 1986
- Genre : thriller
- Pays :  France,  Royaume-Uni

## Distribution
- Irina Brook : Rowena Le Vay
- Oliver Reed : Gregory Le Vay
- Hiro Arai : Hiro
- Michael Cronin : McPherson
- Corrine Dacla : Bryony
- Xavier Deluc : D
- Marissa Dunlop : Rowena enfant
- David Fox : détective
- Geoff Harding : premier homme
- Arturo Venegas : deuxième homme
- Sara Lam : sœur
- Annie Leon : Pine
- Sidney Livingstone : reporter
- Choy-Ling Man : Kim
- Marian McLoughlin : reporter
- Lucien Morgan : tireur
- Nick Reding : Leo
- Mark Tandy : Hammond
- David Timson : annonceur télé
- Alan Turner : vigile
- Benny Young : psychologue

## Bande sonore
Toutes les musiques sont de The Edge sauf indication contraire.
Captive
- 1  - Rowena's Theme 3:56
- 2  - Heroine (Main theme), musique The Edge, paroles The Edge, Sinéad O'Connor 4:27
- 3  - One Foot In Heaven 5:10
- 4  - The Strange Party 5:35
- 5  - Hiro's Theme (1) 4:16
- 6  - Drift 2:20
- 7  - The Dream Theme 3:36
- 8  - Djinn (Michael Brook) 3:02
- 9  - Island 1:53
- 10 - Hiro's Theme (reprise) 1:37

## Musiciens
- The Edge, Michael Brook : guitares, basse, piano, claviers divers, synthétiseurs, string synthétiseurs
- Leslie Bishop : cor français sur Rowena's Theme
- Larry Mullen Jr : batterie sur Heroïne
- Sinéad O'Connor : chant sur Heroine
- Steve Lillywhite : remix pour Heroine